# Valdez, Mexiko
Valdez är en ort i Mexiko.   Den ligger i kommunen General Plutarco Elías Calles och delstaten Sonora, i den nordvästra delen av landet, 1 900 km nordväst om huvudstaden Mexico City. Valdez ligger 485 meter över havet och antalet invånare är 146.
Terrängen runt Valdez är platt åt sydväst, men åt nordost är den kuperad. Runt Valdez är det mycket glesbefolkat, med 6 invånare per kvadratkilometer. Närmaste större samhälle är La Nariz, 8,5 km sydost om Valdez. Omgivningarna runt Valdez är i huvudsak ett öppet busklandskap.